# Біла (притока Попраду)
Б'єла (словац. Biela) — річка, ліва притока Попраду, в Попрадському і Кежмарському окресах у Словаччині.
Довжина — 20,9 км.
Витік розташовується на висоті близько 1400 метрів біля гори гори Гавран в Белянських Татрах. Впадає Словенський потік.
Впадає у Попрад при селі Бушовці на висоті 581 метр.